# Daganzo de Arriba
Daganzo de Arriba es un municipio y localidad española en el este de la Comunidad de Madrid. Cuenta con una población de 10 703 habitantes (INE 2024).

## Toponimia

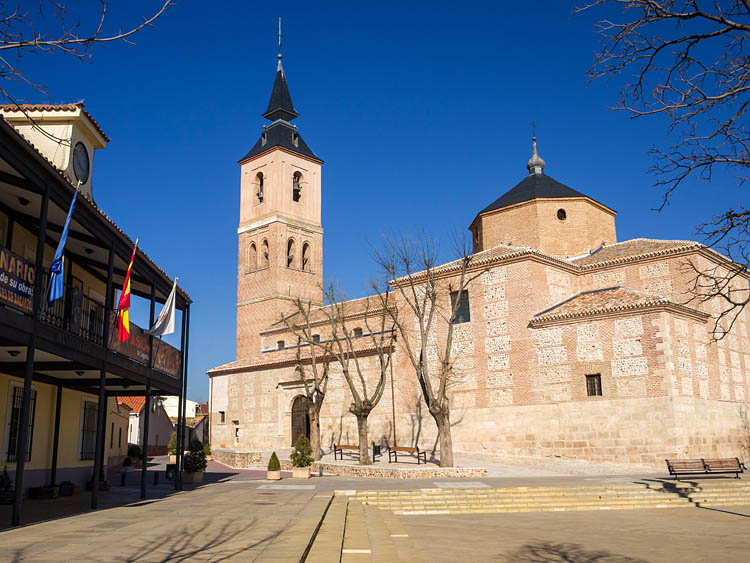
Iglesia de la Asunción de Nuestra Señora y casa consistorial

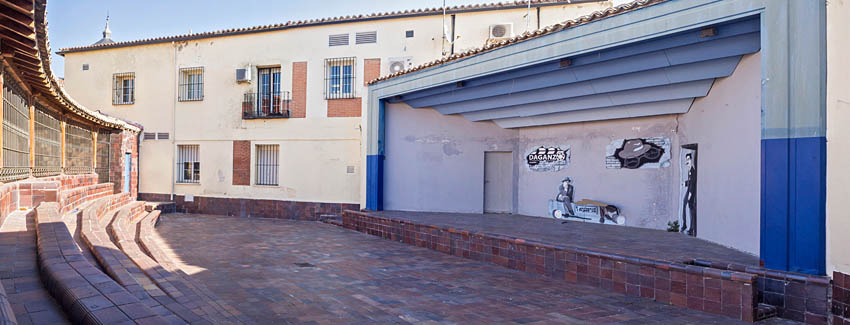
Anfiteatro Enrique Tierno Galván

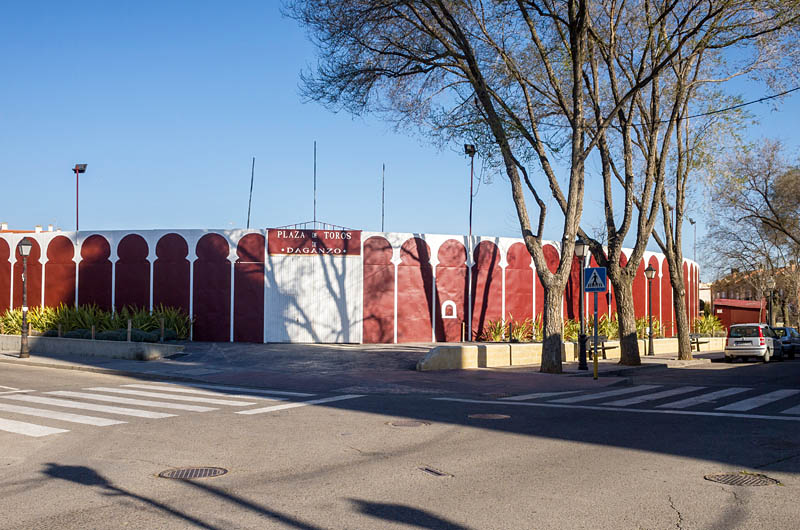
Plaza de toros

El origen más probable del nombre de Daganzo, se remonta mucho más allá de la invasión musulmana, donde se le ha situado hasta ahora.
Una inscripción romana de carácter funerario hallada en Villamanta, población madrileña situada en donde se cree que estuvo la Mantua romana, en memoria de APLONDUS DAGENCIUM, enmarcaría al infortunado APLONDUS en la familia o tribu de los DAGENCIUM, o de los de DAGENCIUM, gentilicio que es asociado por varios historiadores con el actual Daganzo.
Esto induce a pensar en  la existencia de un pueblo o tribu  celtíbera (carpetana), previo a la llegada de los romanos,  en las inmediaciones del actual Daganzo.

### Origen del nombre
A mitades del año 1580, según consta en las páginas referentes a esta villa en las Relaciones Topográficas de Felipe II, el nombre era simplemente Daganzo. En esas mismas páginas leemos, que la población más cercana hacia el sur, era la villa de Daganzuelo. Así mismo, en las páginas correspondientes a Daganzuelo, se corrobora que esta villa hoy desaparecida, en 1576 tenía el nombre de Daganzuelo, y que su vecino del norte tenía el nombre de Daganzo.
En 1586 Juan Vaca de Herrera compró la villa de Daganzuelo y le cambió el nombre por el de Daganzo de Abajo. El antiguo nombre sin embargo no cayó en desuso, habiendo incluso algún documento de 1598, posterior al cambio de nombre oficial, que continúa refiriéndose a Juan Vaca de Herrera como “señor de la villa de Daganzuelo”. Desde entonces hasta la actualidad, se ha hecho referencia a la hoy extinta población, indistintamente con los nombres de Daganzuelo o Daganzo de Abajo, siendo este último su nombre oficial y el primero el de uso más coloquial y cotidiano. Daganzo de Abajo desapareció en el siglo XIX.
Al hacerse oficial el nombre de Daganzo de Abajo en la localidad más al sur, en la del norte no quedaba otra alternativa que empezar a utilizar el nombre de Daganzo de Arriba, que en la actualidad es el nombre oficial.

## Geografía

### Parque forestal María Marzol
El parque forestal María Marzol es un prado de 4,6 hectáreas de extensión situado a un kilómetro al norte del casco urbano de Daganzo, en el Camino del Monte y  a orillas del Arroyo del Monte. Acondicionado por el ayuntamiento con mesas y mobiliario de recreo infantil, es un lugar ideal para disfrutar de la familia y la naturaleza en un entorno privilegiado.
El terreno fue donado por María Dolores Fernández Marzol (2/7/1925 – 1/3/2012) al Ayuntamiento de Daganzo de Arriba para el disfrute de todos los daganceños. Por expreso deseo suyo, al parque se le puso el nombre de su madre, María Marzol, natural de Borja (Zaragoza). Su padre, Saturio Fernández Godín, natural de Daganzo de Arriba, fue el descubridor y codirector de las excavaciones de la necrópolis visigoda hallada entre Daganzo de Arriba y Alcalá de Henares.

## Demografía
Cuenta con una población de 10 703 habitantes (INE 2024).
| Gráfica de evolución demográfica de Daganzo de Arriba entre 1842 y 2021 |
| |
| Población de derecho según los censos de población del INE Población de hecho según los censos de población del INEEntre el censo de 1960 y el anterior, crece el término del municipio porque recibe 285004 (Daganzo de Abajo) de 28002 (Ajalvir) |

Entre 1950 y 1960, crece el término del municipio porque recibe a Daganzo de Abajo del municipio de Ajalvir.

## Comunicaciones
En Daganzo de Arriba prestan servicio 6 líneas de autobús, conectando dos de ellas con Madrid, en la estación de Canillejas, de metro. Estas líneas son:
| Línea | Recorrido                                          |
| ----- | -------------------------------------------------- |
| 251   | Torrejón de Ardoz – Valdeavero - Alcalá de Henares |
| 252   | Torrejón de Ardoz – Daganzo - Alcalá de Henares    |
| 254   | Valdeolmos / Fuente el Saz – Alcalá de Henares     |
| 256   | Madrid (Canillejas) – Daganzo - Valdeavero         |
| FS2   | Torrelaguna - Alcalá de Henares                    |
| N204  | Madrid (Canillejas) - Paracuellos - Daganzo        |

## Administración y política
| Periodo   | Nombre                                  | Partido         |
| --------- | --------------------------------------- | --------------- |
| 1979-1983 | Ángel Berzal Fernández Ramos Castro Gil | Independiente   |
| 1983-1987 | Emilio Valladar García                  | PSOE            |
| 1987-1991 | Emilio Valladar García                  | PSOE            |
| 1991-1995 | Emilio Valladar García                  | PSOE            |
| 1995-1999 | Emilio Valladar García                  | PSOE            |
| 1999-2003 | Concepción Gutiérrez Castro             | PP              |
| 2003-2007 | Nicolás Pinedo                          | PSOE            |
| 2007-2011 | Nicolás Pinedo                          | PSOE            |
| 2011-2015 | Sergio Berzal                           | PP              |
| 2015-2019 | Sergio Berzal                           | PP              |
| 2019-2023 | Manuel Jurado                           | PP              |
| 2023-act. | Manuel Jurado                           | Partido Popular |

### Evolución de la deuda viva
El concepto de deuda viva contempla solo las deudas con cajas y bancos relativas a créditos financieros, valores de renta fija y préstamos o créditos transferidos a terceros, excluyéndose, por tanto, la deuda comercial.
| Gráfica de evolución de la deuda viva del ayuntamiento entre 2008 y 2014                             |
| |
| Deuda viva del ayuntamiento en miles de Euros según datos del Ministerio de Hacienda y Ad. Públicas. |

La deuda viva municipal por habitante en 2014 ascendía a 851,10 €.

## Cultura

### Educación
En Daganzo de Arriba hay dos guarderías (una pública y una privada) y 2 colegios públicos de educación infantil y primaria: el CEIP Ángel Berzal Fernández y el CEIP Salvador de Madariaga. También dispone de un Instituto de Enseñanza Secundaria, el IES Miguel de Cervantes. Por otra parte, hay una escuela de Música y Danza (EMMD Daganzo), y en la casa de la cultura son impartidos talleres de pintura y teatro, entre otros.

### Deporte

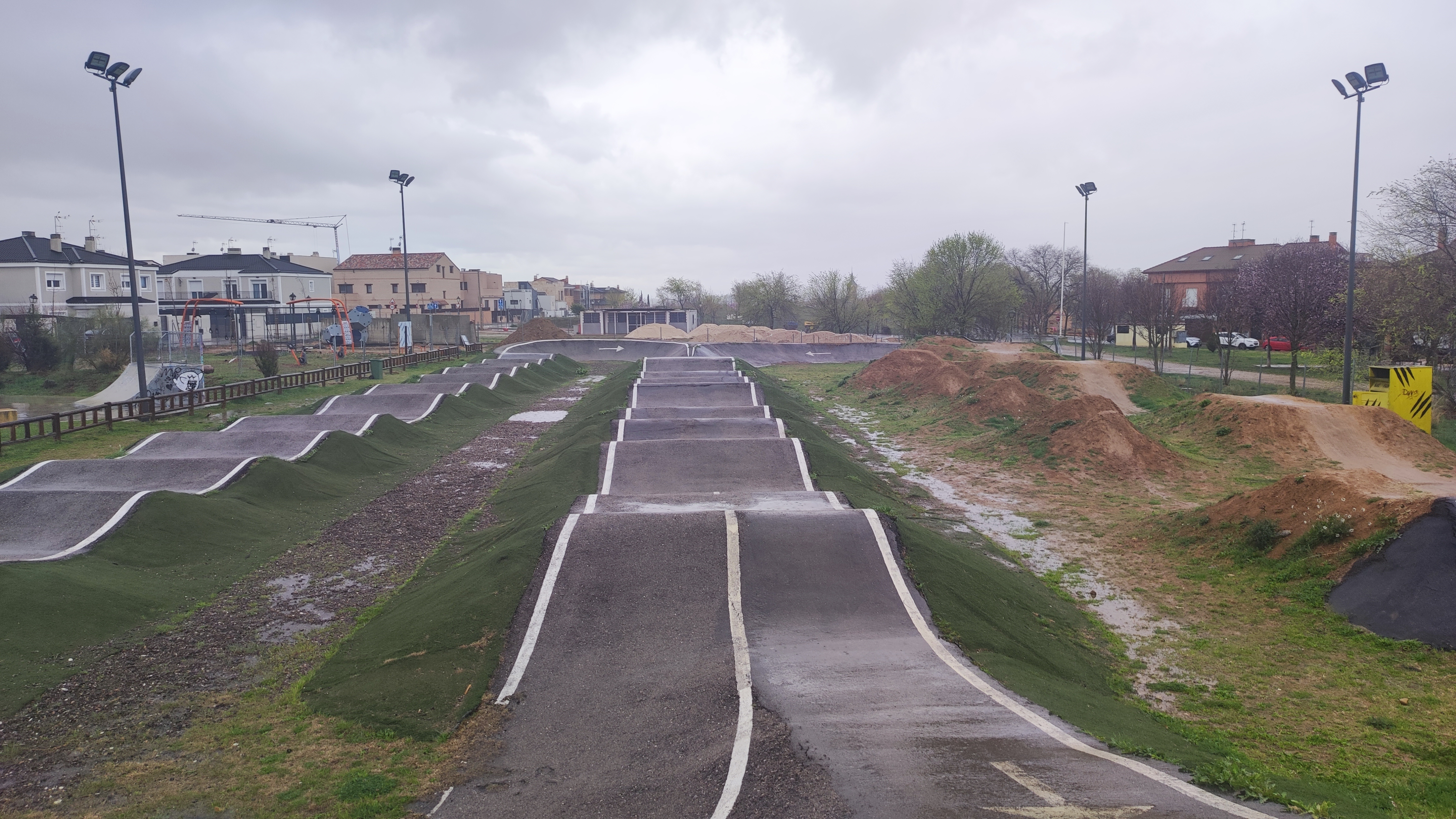
Bike Park

En cuanto a las instalaciones deportivas, dispone de dos pabellones polideportivos, el campo de fútbol Francisco Javier López, dos piscinas municipales, cuatro pistas de tenis y otras cuatro de pádel.
En el año 2019, se construye el Bike Park Daganzo, considerado uno de los mejores Pump Track de la comunidad, e incluso de España. Cuenta con varias rectas y curvas montañosas para el uso indicado de los saltos. Además, hay un skate park a la entrada del recinto.

### Cine del Oeste
Daganzo de Arriba fue en la década de los 70 uno de los escenarios característicos del Cine del Oeste, más en concreto del género más exitoso de esos años denominado “Spaguetti Western”. 
Estos estudios de rodaje fueron construidos por la empresa de Hollywood Mole Richardson y por Philip Yordan bajo el nombre de Estudios Madrid 70 y destacando el rodaje de películas como “Capitán Apache”, “Una ciudad llamada bastarda”, “Tres forajidos y un pistolero”, “El hombre del río malo” o “El valle de las viudas”.
En la década de 1980 con el género “Spaguetti Western” al borde de la extinción, Juan Piquer Simón compra el set de rodaje denominándolo Estudios Daganzo, cuyas producciones más destacadas son: “Misterio en la isla de los monstruos”, “El tesoro de las cuatro coronas”, "Los nuevos extraterrestres” o “Guerra sucia”.
En el año 1985 un incendio arrasa por completo el poblado y se inhabilita su uso hasta el día de hoy debido a sus desfavorables condiciones.

## Lugares emblemáticos

###### Iglesia
La iglesia de la Asunción de Nuestra Señora es uno de los edificios más importantes de Daganzo de Arriba. 
Se trata de una iglesia de arquitectura mudéjar compuesta con base de mampostería y cuatro cuerpos de ladrillo. El cuerpo de campanas primitivo tiene dos troneras en cada cara, rodeadas por arcos apuntados, doblados recuadrados por falso alfiz, dos frisos de siete y cuatro esquinillas componen la estructura. 
Dentro de ella se encuentra una gran custodia hecha de plata proveniente de la iglesia de Daganzo de Abajo que tras su desaparición ha acabado en esta iglesia.
Ha tenido varias remodelaciones a lo largo del tiempo, la más reciente en 2015 con la reconstrucción del tejado mejorando así el aspecto de la fachada.

###### Fuente de los Cuatro Caños
La fuente de los Cuatro Caños es una seña de identidad de Daganzo de Arriba. No hay registros del año de su construcción pero existen documentos que hacen referencia a una fuente que podría ser esta de los siglos XVI y XVII. Hasta hace pocas décadas cumplía su función de lavadero o de abrevadero de ganado.
Ha sufrido varias remodelaciones en los últimos años, la última más destacada en 2015 volviendo a su aspecto original y cumpliendo de nuevo sus antiguas funciones.

###### Plaza Cervantes
Plaza construida en 2018 que homenajea a Miguel de Cervantes, autor de "El Quijote" y de obras como "La elección de los alcaldes de Daganzo".